# Різдвяно-Богородицька церква (Ціпки)
Різдвяно-Богородицька церква — дерев'яна церква у селі Ціпки Гадяцького району Полтавської області.

## Історичні відомості
Дата будівництва першої, дерев’яної, на честь Різдва Пресвятої Богородиці церкви в с. Ціпки Гадяцької Другої полкової сотні  не встановлена. 1706 року церква була розібрана і продана в с. Красна Лука. Замість неї спорудили нову церкву, яка існувала до 1879. Взамін збудували новий, дерев’яний, на мурованому цоколі храмі і дзвіницю.
1902 церква володіла 450 кв. саж. землі церковної під погостом, 34 дес. ружної. Мала церковну сторожку, 2 будинки для квартир причта. Діяли бібліотека; у парафії – земське народне училище, церковнопарафіяльне попечительство. До парафії входили хутори Довжок, Зубківщина, Кулибабиний, Міняйлівщина.
Під час німецької окупації релігійна громада відновила діяльність. Після війни було зареєстровано органами радянської влади. 1950 року, після зняття громади з державної реєстрації, церкву демонтували.

## Сучасність
1995 року релігійна громада зареєстрована як громада УПЦ КП. З 2018 стала частиною ПЦУ.